# Кафечајница
Кафечајница је угоститељски објекат сличан кафани, с том разликом што се у кафечајницама не служе алкохолна пића. Као и кафане, и кафечајнице су места окупљања, дружења, уговарања послова и других социјалних контаката. Овакви локали са називом „кафечајнице” појавиле су се после Другог светског рата, мада су постојали и раније. Карактеристичне су на територији Новог Пазара, Сјенице и Тутина, где живи већинско муслиманско становништво и где верницима исламски закони о исхрани не дозвољавају конзумирање алкохола, али се јављају и у другим срединама.

## Термин „кафечајница”
У периоду пре Другог светског рата у исламским срединама термин „кафана” је углавном био употребљаван за локале у којим се нису служила алкохолних пића, док се за оне у којима се служио алкохол користио термин „механа”. У послератном периоду термин „кафана” потиснуо је термин „механа”, који се више у изворима не помиње, док су кафане у предратном смислу, као локали без алкохола, почели да се доследније означавају термином „кафечајница”.

## Историја
Култура конзумирања алкохола На територији Новог Пазара и околине није била ограничена само на једну заједницу. Борба против алкохола у прошлости у Новом Пазару није имала само верску основу, него је долазила и од просвећеног грађанског слоја. Између два светска рата у Новом Пазару је, као и у многим другим градовима у Србији и у Европи, деловало „Друштво трезвених”, које је за циљ имало борбу против алкохолизма. Године 1920. основано је и ђачко удружење „Рас” које је имало исти циљ. На основу неких извора може се закљушити да је после Другог светског рата дошло до значајног смањивања броја оних локала у којима су се служили само кафа, чај и сокови.
Крајем 19. века у Новом Пазару је било 37 механа (у којима се служио алкохол) и 28 кафана (у којима се алкохол није служио), док је 1945. године било 29 кафана и 13 кафечајница, а власници кафана били су и припадници свих верских заједница. После 60-их година долази до интензивне „вестернизације” – утицаја западњачке културе, али и успостављања и утврђивања „социјалистичких” вредности у бошњачкој заједници. Број кафечајница се повећао у односу на период пре рата, а основано је и друштвено угоститељско предузеће „Липа” које је имало више локала. У доступним изворима не може се са сигурношћу утврдити да ли су велики угоститељски системи икада отварали или држали кафечајнице. Верска правила у угоститељству, осим кад је реч о забрани конзумирања свињетине, била прилично занемарена у исламској заједници. Масовно су се отварале кафане, сви су конзумирали алкохол и није се много водило рачуна о верским прописима, етничкој припадности и традиционалној култури. Отворен је велики број број кафана, толико да је цео један део у центру града, код Лучних зграда на Шеталишту, било препун кафанаи због тога називан „Пијани сокак”. 
Током 90-их година дошло је до великих промена у овој сфери. У складу са општим процесима дезинтеграције СФРЈ и националним поделама, бошњачка заједница постала је етнички освешћена у већој мери, с далеко већом окренутошћу религији. Верске институције су добиле више простора у јавном животу и почеле активније и директније да утичу на стил живота и основне вредности.  
Кулминација је достигнута у другој деценији 21. века, када је алкохол практично протеран из строгог центра града – са Шеталишта (Улица 28. новембра), из Улице Стевана Немање и у Старој чаршији. Аутентичну угоститељску атмосферу и карактеристичан вид интензивног друштвеног живота у кафанама преузеле су кафечајнице.

## Кафечајнице данас
Дружењу у кафечајницама (као и у кафанама) склоније су старија и средња генерација, док се млади већином окупљају у кафићима. То су углавном локални становници, незапослени, пензионери и они са флексибилним радним временом, који ту задовољавају своју дневну потребу за дружењем, али не и за алкохолом. Они у кафечајницама проводе време од раног јутра до касног поподнева, а многи од њих имају обичај да своју прву јутарњу кафу не попију код куће, него управо у кафечајници. У неким кафечајницама су дозвољене и друштвене игре.  
У понуди кафечајница може се наћи углавном само турска кафа, чај, лимунада, сок од малине, боза, сок од клеке, ђулсија (сок од ружа),а некада се могао добити и салеп или шербет. 
Кафечајнице су (као и кафане), естетски и по типу услуге старински локали, са намештајем старим и по неколико деценија, који стилски одговара периоду социјализма. Опремљене су дрвеним или металним тапацираним столицама, четвртастим дрвеним столовима, прекривеним платненим или пластичним столњацима. Имају шанк који није предвиђен да се уз њега стоји и пије. Зидови су оскудно украшени, у неким локалима прекривени ламперијом, понекад са сликама или фотографијама из прошлости града.
Жене се у кафанама и кафечајницама веома ретко могу срести. Оне су у веома ретко и власнице локала, само у случајевима када је власник преминуо, па је његова удовица преузела породични посао. Жене такође не раде као конобарице или менаџерке.

## Познате кафечајнице
Најпознатија кафечајница у Новом Пазару је кафечајница „Теферич”, код локалног становништва познатија као „Код Лађара”, што је презиме садашњег власника, у којој се може добити турска кафа припремљена на јединствен начин, све популарнија кафа на жару. Нови Пазар је једно од ретких места у Европи где се може добити овај специјалитет, због чега је кафечајница „Теферич“ увек је пуна гостију, домаћих, као и туриста из разних крајева света. У Сјеници, Тутину, као и у околним селима, кафечајнице су  такође популарна места окупљања и познате су по својој специфичној атмосфери.